# Melissa Francis

Melissa Francis (2010)

Melissa Francis (* 12. Dezember 1972 in Los Angeles, Kalifornien als Vini Melissa Ann Francis; auch bekannt als Missy Francis) ist eine US-amerikanische Schauspielerin.

## Karriere
Als Schauspielerin erlangte Francis vor allem durch die Rolle der Cassandra Cooper-Ingalls in der Serie Unsere kleine Farm Bekanntheit, die sie von 1981 bis 1982 in 21 Folgen verkörperte. Außerdem wirkte sie zwischen 1978 und 1990 in weiteren Serien wie Alf und verschiedenen Fernsehfilmen mit. Darüber hinaus war sie für verschiedene Medienunternehmen in unterschiedlichen Funktionen tätig. So war sie Reporterin bei CBS, Korrespondentin bei CNET und Moderatorin bei CNBC. Seit Januar 2012 ist sie für Fox Business Network tätig.
Für ihre Darstellung in Herzen in Aufruhr von Dick Richards wurde sie 1984 mit einem Young Artist Award als Beste Nebendarstellerin in einem Spielfilm ausgezeichnet und gewann den Preis ein Jahr später erneut, diesmal als beste junge Schauspielerin in einem Fernsehfilm für Something About Amelia.

## Privat
Francis ist mit Wray Thorn verheiratet, mit dem sie zwei Kinder hat. Ihre Schwester ist die Schauspielerin Tiffany Ann Francis. 1995 erlangte Francis auf der Harvard University ihren Abschluss in Ökonomie.

## Filmografie
- 1978: Der Geist von Flug 401 (The Ghost of Flight 401, Fernsehfilm)
- 1979: Champions: A Love Story (Fernsehfilm)
- 1979: Nur Liebe bricht das Schweigen (Son-Rise: A Miracle of Love, Fernsehfilm)
- 1979: Scavenger Hunt
- 1979–1980: Joe’s World (Fernsehserie, 11 Folgen)
- 1980: Mork vom Ork (Mork & Mindy, Fernsehserie, Folge 2x17 A Mommy for Mindy)
- 1980: Kampfstern Galactica (Galactica 1980, Fernsehserie, 2 Folgen)
- 1980: When the Whistle Blows (Fernsehserie, Folge 1x02 Love Is a Four-Letter Word)
- 1981: Midnight Lace (Fernsehfilm)
- 1981: A Gun in the House (Fernsehfilm)
- 1981–1982: Unsere kleine Farm (Little House on the Prairie, Fernsehserie, 21 Folgen)
- 1983: Herzen in Aufruhr (Man, Woman and Child)
- 1984: Something About Amelia (Fernsehfilm)
- 1985: Hotel (Fernsehserie, Folge 3x02 Rallying Cry)
- 1985: CBS Schoolbreak Special (Fernsehreihe, Folge 3x01 The War Between the Classes)
- 1986: Chefarzt Dr. Westphall (St. Elsewhere, Fernsehserie, Folge 4x16 Family Affair)
- 1986: Morningstar/Eveningstar (Fernsehserie, 7 Folgen)
- 1988: A Year in the Life (Fernsehserie, Folge 1x18 Common Ground)
- 1988: Vision der Dunkelheit (Bad Dreams)
- 1989: Alf (Fernsehserie, Folge 4x01 Baby, Come Back)
- 1990: Hardball (Fernsehserie, Folge 1x13 A Death in the Family)
- 2010: Wall Street: Geld schläft nicht (Wall Street: Money Never Sleeps)